# BMW M3

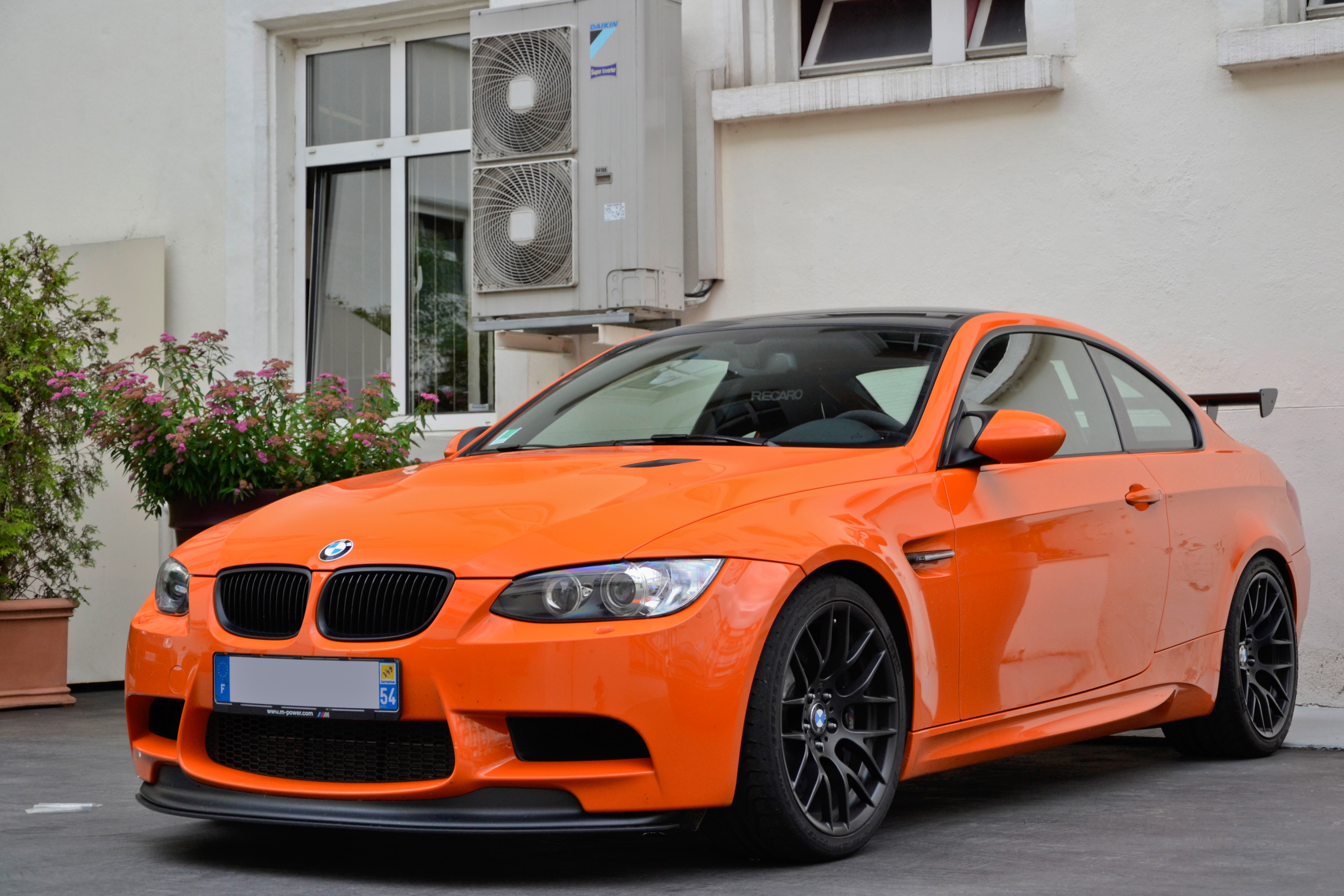
E92 BMW M3 GTS

BMW M3는 BMW의 후륜구동 컴팩트 세단인 BMW 3 시리즈의 스포츠 버전으로 BMW의 자회사인 BMW M에서 제작했다. 첫 번째 M3가 1986년 E30 3시리즈를 기반으로 발표된 이후 지금까지도 BMW 3 시리즈는 항상 M 버전으로도 발표되어 왔다.

## E30 M3

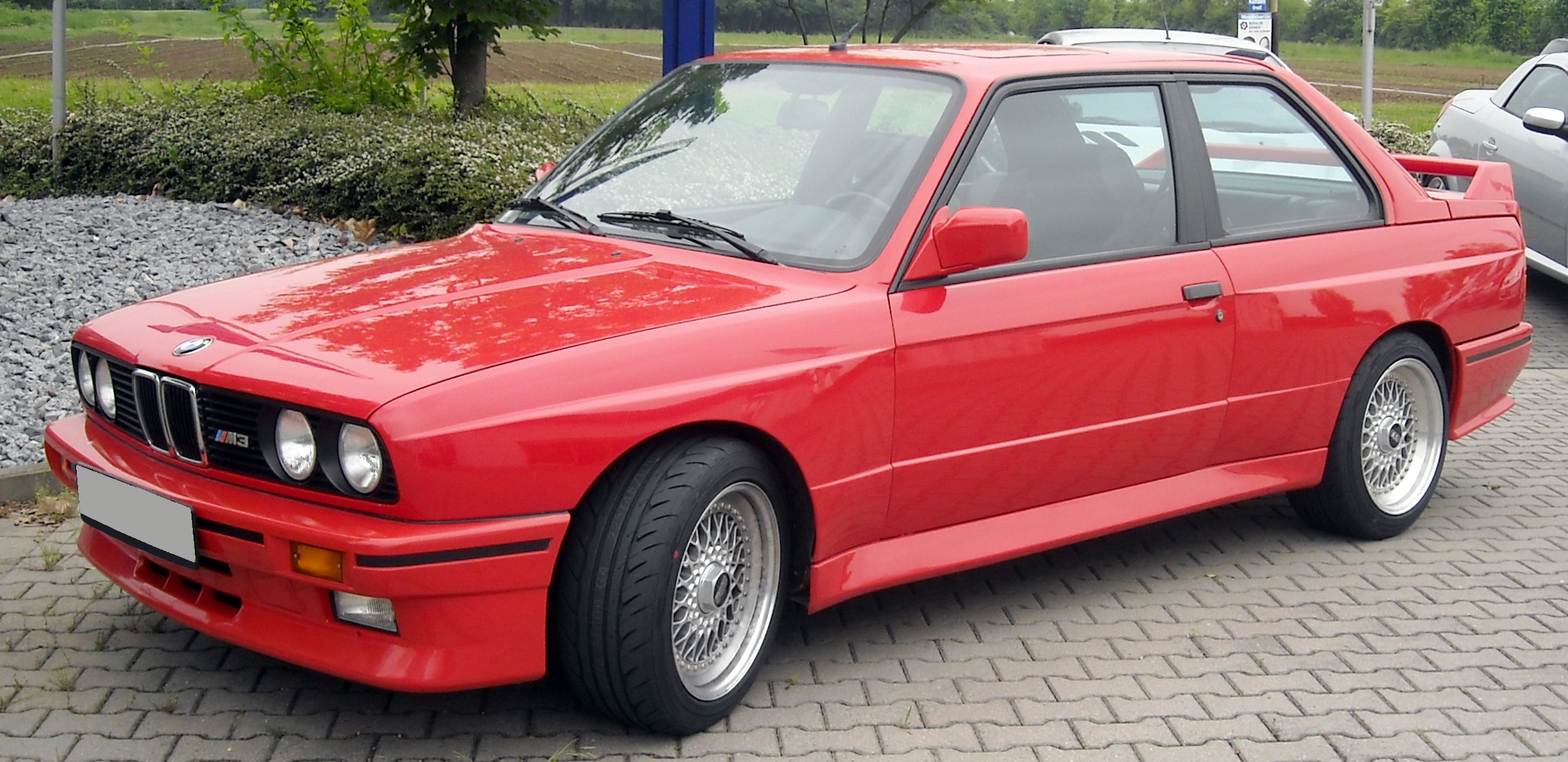
BMW M3 E30

1986년형 E30 3시리즈를 기반으로 만들어진 E30 M3는, 2.3리터 직렬 4기통 S14B23엔진(줄여서 S14엔진)을 탑재하였다. 이 엔진은 다양한 BMW 엔진의 계보를 바탕으로 만들어졌다. 기본적인 실린더 블록 형태는 2002모델과 320에서 쓰였던 M10 4 실린더를 차용했고, 보어가 커지고 강화되어 BMW M88 직렬 6기통과 유사한 제원을 만들어냈다. 강력한 흡기를 위해 BMW M1과 M6에서 쓰였던 직렬 6기통 밸브 트레인과 실린더 헤드 설계가 적용되었으며, 그 결과 뛰어난 성능을 낼 수 있었다.
E30 M3의 가장 큰 특징은 이 차량의 레이싱 혈통에 있다. 프로드라이브(Prodrive)나 AC 슈니처(AC Schnitzer)같은 여타 레이싱팀 만큼이나 BMW에서 직접 이 차량을 출전시키기도 했고, 랠리, DTM, 호주 투어링카 레이스를 포함한 여러 레이스에 제한없이 출전하였다.
일반 도로용 M3가 생산된 주된 이유는 이 차량을 그룹 A 투어링 카 레이스(Group A Touring Car racing)의 인증을 받기 위해서였다. 이 차량의 탄생의 또다른 이유중 하나는 1983년 메르세데스 벤츠에서 나온 W201 190E의 2.3리터 16밸브 모델과 경쟁하기 위해서이다. E30 M3가 생산 말년에 최고 수준의 경쟁을 하게 될때쯤, 레이스용 2.5리터 S14엔진은 자연흡기 340 마력(250 kW)을 생성해냈다.
처음 일반도로용 M3는 195 마력(145 kW; 198 PS)의 출력을 발생시켰다. 미국에서 판매되지 않은 에볼루션(Evolution) 모델은 2.3리터 배기량을 지니고 있었고, 새로운 배기장치와 개선된 캠 타이밍, 그리고 촉매없이 높아진 압축비로 215 마력(160 kW)을 발생시켰다. 이후에 600대 생산된 스포츠 에볼루션(Sport Evolution)모델은 엔진 배기량을 높여 2.5리터에서 238 마력(175 kW)를 발생시켰다. 이 모델은 컨버터블 모델로 786대 생산되었는데, 모두 BMW의 독일 가칭(Garching) 공장에서 수작업으로 생산되었다. 컨버터블 출시 당시 이 차는 215 마력(160 kW)을 생성하였고, 그 당시엔 세계에서 가장 빠른 4인승 컨버터블이었다.

### E30 3 시리즈와의 차이
E30 M3는 여타 E30 3 시리즈 모델들과는 여러 면에서 달랐다. 일반 3 시리즈보다 더 단단하고 공기저항을 덜 받는 차체를 지니고 있었고, 넓고 큰 휠과 타이어의 적용을 통한 넓은 차폭과 코너링의 향상을 얻기 위해 "box flared" 펜더(fender)가 장착되었다. E30 3 시리즈와 공유하는 부품은 단지 후드와 선루프뿐이었다. 또한 일반 E30보다 세배나 큰 캐스터 각(caster angle)을 가지고 있고, E28 5-시리즈에 사용된 큰 휠 베어링과 브레이크 캘리퍼를 장착했다. 게트락(Getrag)사의 5단 변속기와 최종 감속비가 달라진 리어 디퍼렌셜이 장착되었다.
M3는 독일 투어링카 마스터즈와 유럽 투어링카 챔피언십에서 우승을 차지했고, 마카오 그랑프리와 뉘부어크링 24시, 그리고 스파 24시에서 여러번 우승했을 정도로 성공을 거두었다. 2004년 스포츠 자동차 인터내셔널은 E30 M3를 1980년대의 6대의 최고 스포츠 자동차 중 하나로 M3를 선정한 바 있다.
E30 M3는 1991년 단종되었다.

### 성능
- (2.3리터-16V I4) - 195마력(143킬로와트), 시속 60마일 도달시간 - 6.9초, 최고속도 - 시속 225킬로미터(시속 140마일)
- (2.5리터-16V I4) - 238마력(175킬로와트), 시속 60마일 도달시간 - 6.2초. 최고속도 - 시속 241킬로미터(시속 150마일)

## E36 M3

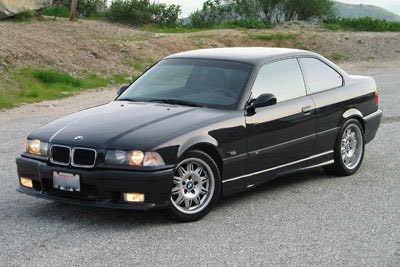
BMW E36 M3 쿠페

BMW M은 1992년 2월 파리 오토쇼에서 초기 M3의 후속 모델인 E36 M3 쿠페를 발표했다. 같은 년해 11월부터 정식으로 시판에 들어갔다. E36 M3는 BMW E36 플랫폼을 기반으로 3.0리터(2990 cc) 직렬 6기통 엔진(S50B30)을 장착하여 286마력을 낼 수 있었다. 처음 출시되었을 때는 쿠페만 선택이 가능했으나, 94년 BMW는 컨버터블과 세단형 M3를 선보였다. 또한 E36 M3는 우핸들 모델로도 생산이 된 첫 M3이다.
1995년 여름, 쿠페와 세단은 새로운 3.2리터 S50B32 엔진이 장착되어 321마력(321 PS/236 kW)을 낼 수 있었고, 6단 기어박스 및 BMW M5에 사용되었던 제동장치가 채택되었다. 새로운 SMG(Sequential Manual Gearbox) 기어박스는 옵션 품목이었다. 또한, 클리어 램프로 된 방향지시등과 새로운 휠이 장착되었다. 그러나 컨버터블 모델은 96년 봄까지 이러한 변화가 적용되지 못하였다. 이 모델은 미국에서 판매된 모델과는 다른 모델이었기 때문에 유로(Euro) 모델로 부르고 있다. 3.2리터 유로 모델은 M3 에볼루션(Evolution) 또는 에보(Evo)라고도 부른다.
E36 M3는 미국에서 1995년부터 판매되었다. 이때는 3.0리터의 240마력의 엔진이 장착되었고 현가장치도 유로 모델과는 달랐다. 마력을 낮추어 미국에 판매한 이유는 유로 버전의 엔진으로는 미국의 배기가스 배출 시험을 통과할 수 없었기 때문이었다.
모든 E36 M3는 BMW의 독일 레겐스부르크(Regensburg) 공장에서 생산되었다. E36 M3는 단종될 때까지 쿠페 46,525대, 컨버터블 12,114대, 그리고 12,603대의 세단이 생산되었다. 1997년 12월, M3 세단의 생산이 중단되었으며, 쿠페는 1998년 말까지 생산되었다. 컨버터블 모델은 1999년 12월까지 생산되었다.

### 성능
| 모델                 | 모델           | 마력   | 0-60마일                     | 최고속력 |
| -------------------- | -------------- | ------ | ---------------------------- | -------- |
| 3.0 L-24v 직렬 6기통 |                |        |                              |          |
| 유럽형               | 282마력(210kW) | 5.4 초 | 249 km/h(155 mph) (전자제어) |          |
| 미국형               | 240마력(179kW) | 5.6 초 | 220 km/h(137 mph) (전자제어) |          |
| 3.2 L-24v 직렬 6기통 |                |        |                              |          |
| 유럽형               | 316마력(236kW) | 5.2 초 | 248 km/h(155 mph) (전자제어) |          |
| 미국형               | 240마력(179kW) | 5.5 초 | 224 km/h(139 mph) (전자제어) |          |

E36 M3는 1995년~1996년 동안 영국 내에서 세단형으로도 출시되었는데, 이 기간 동안 400여대의 우핸들 모델이 판매되었다. 세단형은 쿠페보다 약간 부드러운 서스펜션이 장착되었지만, 구매자의 요청에 따라서 쿠페형 서스펜션이 들어가기도 하였다. 성능면에선 달라진 부분 없이 기본 286마력 엔진이 탑재되었다. 미국에서는 1997년에 세단형이 출시되었다.

### 스페셜 모델
E36 M3에는 여섯가지 스페셜 모델이 있었는데, M3 유로스펙(Euro-Spec;캐나다), M3 CSL, M3 GT, M3 GT-R, M3-R, 그리고 이몰라 인디비주얼 GT2(the Imola Individual GT2;E36 M3의 마지막 모델)이 그것들이다.
1999년, M3 기념 모델(Anniversaty Edition)이 호주에서 유일하게 출시되었다. 99년은 E36의 마지막 생산연도이다. 이 기념 모델로 50대의 쿠페와 70대의 컨버터블이 생산되었는데, 컨버터블은 스포츠 시트를 제외한 모든 옵션은 쿠페와 동일하다. 기념 모델과는 별개로, 인디비주얼(Individual) 모델은 가죽 색깔, 우드그레인, 그리고 기념 모델에 장착된 마그네슘으로 마감된 휠을 포함한 여러 개별 옵션을 선택할 수 있었다.

#### M3 유로 스펙(Euro-Spec)
1994년, 캐나다와 유럽의 몇몇 국가들은 협약을 맺고, 이 협약에 참여하는 국가들 중 한 곳에서 판매되는 차량은 그 이외의 국가에서도 동일하게 판매될 수 있다는 조항을 내걸었다. 이로 인해 45대의 유럽형 제원의 M3 쿠페가 캐나다에 수입되었다.
경량휠과 에어콘, 선루프와 메탈릭 페인트 등 몇몇 옵션을 제외하고도 기본 가격은 59,900달러에 달했다. 하지만 이 45대의 M3는 단 3일만에 판매가 완료되었다. 다른 E36 M3 스페셜 모델과는 달리, 구매자들은 자신들의 차량에 색상이나 옵션을 제한없이 선택할 수 있었다. 유로 스펙은 286마력 3.0리터 직렬 6기통 엔진이 탑재되었으며, 유럽형에 들어가는 기본 옵션들이 탑재되었다. 45대의 차량은 토론토에 운송이 된 후, 차량을 주문한 전국의 딜러쉽으로 운송되었다.
캐나다에서는 유로 스펙 모델이 발매된 뒤, 97년 M3 북미형의 판매가 될때까지 추가적인 M3의 판매는 이루어지지 않았다. 45대의 유로 스펙 모델들은 각자의 고유한 모델 번호가 글러브 박스에 새겨져 있었고, 차량 사용 설명서를 수납할 수 있는 가죽 케이스가 제공되었다.

#### M3 CSL (E36)
처음 M3가 발매되었을때, 많은 레이싱 팀들은 BMW에 포르쉐 911의 대항마로 출전할 수 있는 레이싱 스펙 M3의 출시를 요구했었다.
1995년, BMW는 인디비주얼 모델로 몇대의 M3 CSL을 제작하기 시작했다. 제작 이후 이 차량들은 미국 버지니아의 Prototype Technology Group(PTG) 레이싱 팀으로 보내져 마무리 작업을 받게되는데, 이 마무리 작업에는 차량 앞, 뒷부분의 모터스포츠 깃발 모양의 데칼이 들어갔으며, 트렁크 부분의 수정이 가해졌다. 이중 오일 펌프가 장착된 오일팬과, 더 길어진 오일 계량봉, 프론트 스트럿바 등이 설치되었다. 이 차량은 일반 M3처럼 높이가 낮은 리어 윙이 들어가기도 했지만, 대부분의 딜러에서는 더 높고 커진 리어윙을 따로 장착하기도 하였다. 조절 가능한 프론트 립 스포일러 역시 장착되었다. CSL의 오너들은 기본 장착 옵션 이외의 개별적인 부품의 수정이 이루어질 시 워런티가 무효될 수 있다는 문서도 함께 받게되었다. ECU의 리밋이 해제되어 드래그 시의 최고속력이 향상되었다. 앞부분에는 17인치, 림폭 7.5J 형식, 그리고 뒷부분에는 17인치, 림폭 8.5J 형식의 단조 휠이 장착되었고, 동일한 사이즈의 235/40-17 형식의 타이어가 장착이 되었다. 일반 M3의 앞뒤 17인치, 림폭 7.5J의 휠에 235/40-17 형식의 타이어가 장착되었던것과 또 다른 차이를 보인다. 일반 M3에 3.15의 리어 디퍼렌셜이 장착되었던 것과는 달리, CSL에는 3.23의 리어 디퍼렌셜이 장착되었다.
처음에 BMW는 최소 85대의 CSL을 생산하겠다고 발표했지만, 실제로 BMW는 특수한 생산 라인으로 인해 M3 CSL의 실 생산 대수를 공개하지 않았고, 지금까지도 그 숫자는 밝혀지지 않고 있다. 하지만 마니아들은 대략 120대의 E36 M3 CSL이 생산되었다고 추정하고 있다.
처음 생산된 두 대의 차량은 언론 발표용으로 사용되었지만, 이 차량들은 PTG에서 외관을 CSL과 동일하게 변형시킨 일반 M3였다. 언론 공개 이후, 이 두 대의 차량들은 PTG에서 나머지 추가적인 작업이 이루어졌다.

#### M3 GT

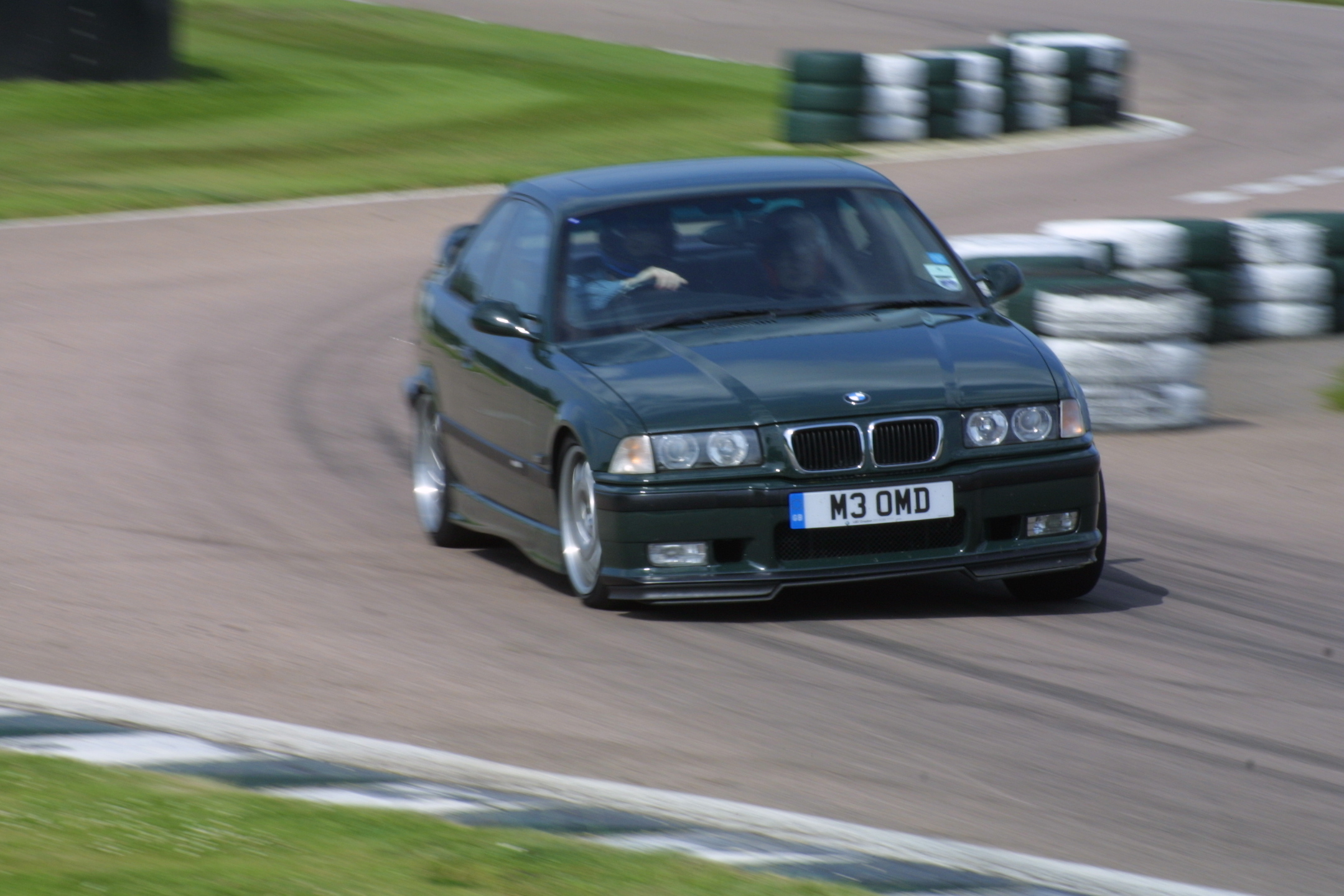
1995 BMW M3 GT Individual

M3 GT 쿠페는 유럽 본토에서만 356대 생산된 한정판이다. 영국에서는 50대의 추가적인 우핸들 M3 GT 인디비주얼 모델이 생산되었다. 모든 차량은 1995년에 생산되었다.
브리티시 레이싱 그린 외장 색깔에 멕시코 그린이라는 색상의 인테리어로 유명했던 차이다. 독일에서 널리 사용되었던 레이싱 색상은 흰색에 빨간 숫자였는데, 녹색 계열의 색상 조합이 다소 특이한 선택이라는 평도 있다.
M3 GT는 FIA-GT 클래스 II, IMSA GT(미국의 3대 레이스 중 하나), 그리고 국제 장거리 레이스의 승인을 받은 스페셜 모델이다.

#### M3 에볼루션 이몰라 인디비주얼(Evolution Imola Individual)

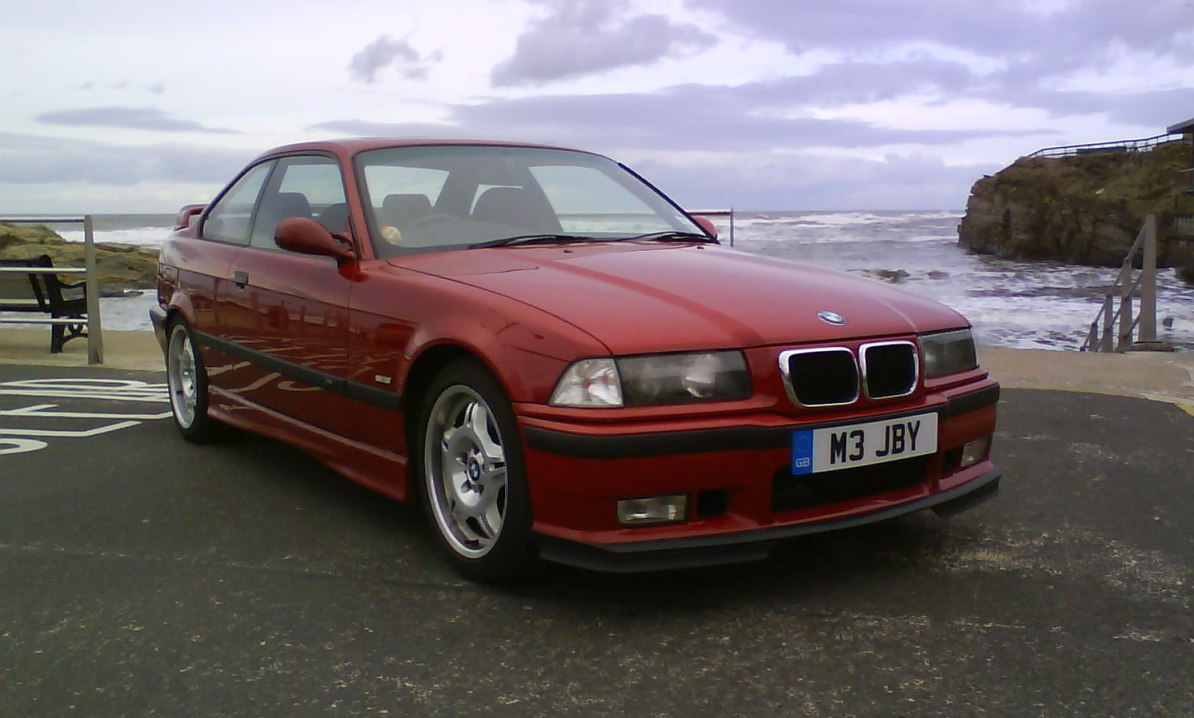
1999 BMW M3 Evolution Imola Individual

M3 에볼루션 이몰라 인디비주얼은 유럽에서 출시된 200대 한정 모델이었는데, 그중 50대는 영국에 출시되었다. 이 차는 M3 GT2라고 불리기도 한다. 엔진과 성능은 96년 이후 생산된 유럽형 M3와 차이는 없었으며, 이몰라 레드 색상과 연탄색 나파 가죽 시트의 조합으로 생산되었다. 사이드 에어백과 M3 GT 클래스 II에서 사용된 리어 스포일러와 프론트 스포일러, 전동 시트, 그리고 더블 스포크 모양의 유광 합금 휠이 장착되었다.
이몰라 인디비주얼 모델의 발표 전, 시험생산 차량에는 GT 클래스 II 프론트, 리어 스포일러, 특수 제작된 이몰라 레드 색상, 특별 주문된 연탄색 나파 가죽 인테리어, SMG 기어박스, GSM 휴대전화 킷, 헤드램프 워셔와 더블 스포크 모양 합금휠이 적용되었다. 이 차량은 BMW가 이몰라 인디비주얼의 광고에 사용했던 차라고 추정되는데, 정식으로 확인된 바는 없다.

#### M3-R
1994년, 15대의 M3가 호주의 슈퍼 프로덕션 시리즈 레이스(Australian Super Production Series) 참가를 위해 주문되었다. 15대 모두 호주의 Frank Gardner Racing 팀으로 운송되어 마무리 작업이 이루어졌다. 11대는 일반용으로 판매되었고, 4대는 레이스를 위해 제작되었다. AP 레이싱 다판 클러치와 4 피스톤 브레이크 캘리퍼, AC 슈니처 캠샤프트, M5 드라이브샤프트가 장착되었고, 왼쪽 안개등 부분을 공기 흡입구로 교체하였다. 뒷좌석과 에어콘이 제거되었고, GT 프론트 스플릿터와 거니 스트립(Gurney strips;리어 스포일러 끝부분이 직각으로 꺾여올라감)이 들어간 리어 스포일러가 장착되었다. 이 차량은 양산 E36 M3중 가장 강력한 출력인 322마력(240kW)을 생성하였다. FIA에서 인증된 롤케이지가 기본 옵션이었고, 구매자의 요구에 따라서 차량마다 약간의 차이가 있다. 초기 판매된 차량들은 BBS의 휠(Non-Staggered)이 장착되었다(이후 판매분은 BBS Staggered 휠 장착). 차량 별로 센터 콘솔에 개별 숫자가 표시되어 있다.

#### M3 컴팩트(M3 Compact)
독일의 자동차 잡지인 Auto Motor und Sport의 50주년을 기념하기 위해, 1996년 BMW M은 단 한 대의 E36 M3 컴팩트를 수작업으로 제작했다. 이 차량은 상기 잡지의 1996년 6월호에 테스트 기사가 게재되었다.
이 차량은 일반 M3와 동일한 성능, 외관이 적용되었으며, 3.2리터 엔진에서 321마력의 출력을 발생시켰다. 빨간색 외장에 검정 직물과 안칸타라 가죽 혼합 내장이 적용되었다. M3 컨버터블에서 기본 장착된 5 더블스포크 단조 휠이 장착되었다. 뒷 범퍼 가운데 네개의 배기파이프가 배치되어 있었으며, 레카로 스포츠 버킷 시트, 4점식 안전벨트, 그리고 알칸타라 가죽이 들어간 스티어링 휠과 기어레버가 들어갔다. BMW M에서는 이 차량의 안개등을 삭제했다.
이 차량은 Auto Motor und Sport 잡지에 기증되었지만, 현재는 이 차량의 소재를 알 수가 없다.

## E46 M3

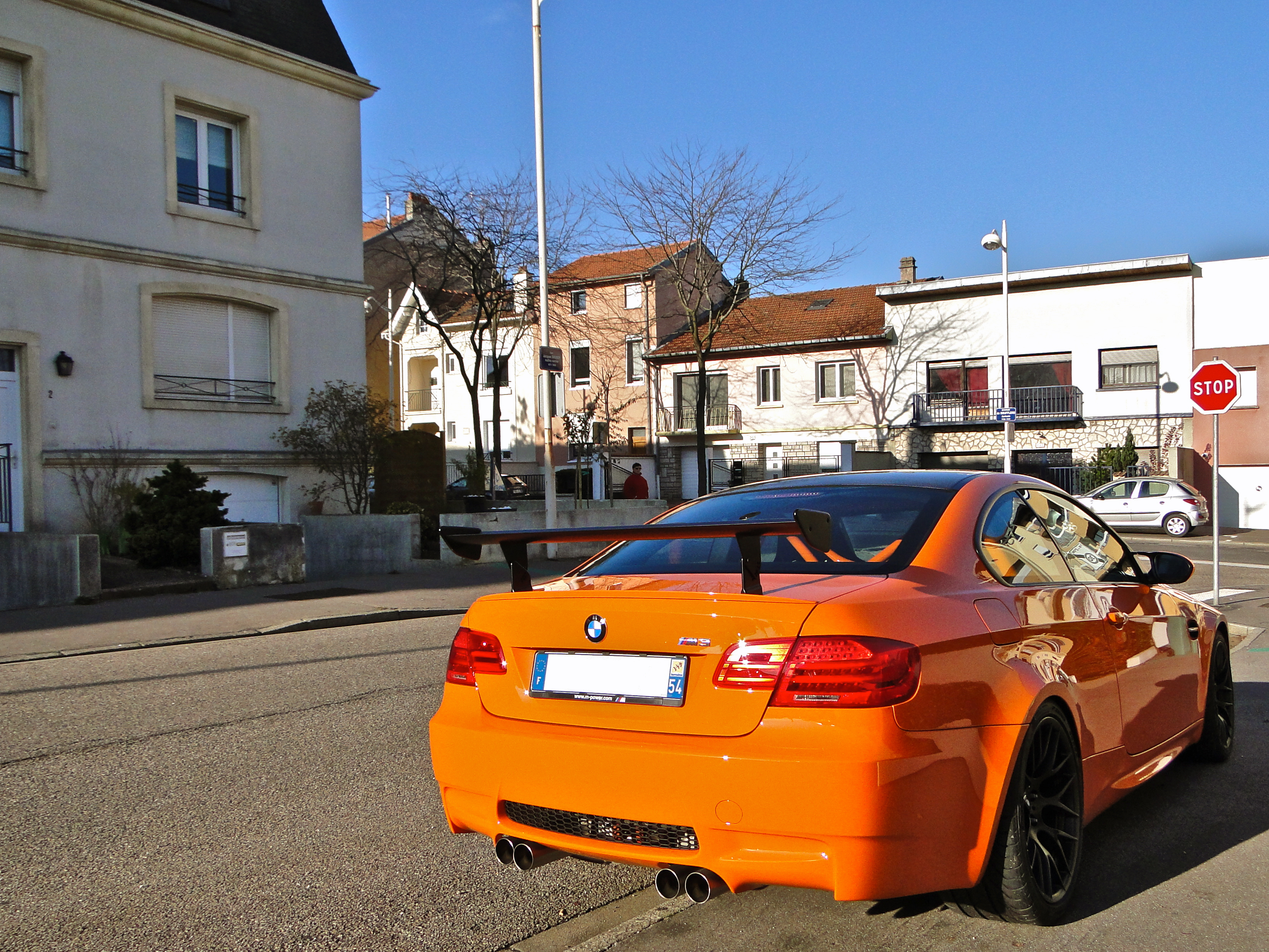
BMW M3 GTS

E46 M3는 새로운 직렬 6기통 3.2리터 BMW S54 엔진을 장착하고 2000년 10월에 발표되었다. 발표 당시 BMW 최초로 레드라인 8,000rpm에 달하던 고회전형 S54 엔진은 338마력(252kW/343PS)에 370Nm의 토크를 낼 수 있었다. 첫 번째로 생산된 E46 M3는 라구나 세카 블루(Laguna Seca Blue)로 도색되었고, SMG 드라이브로직 변속기, 클러치 페달이 없는 포뮬라 원 형태의 전기유체식 수동 기어박스, 스티어링 휠에 장착된 패들 쉬프터가 특징이었다.
종전 미국형 E36 M3엔진 성능이 유럽 모델에 비해 성능이 현저히 축소돼서 판매되었던 것에 반해, E46 M3는 출시 당시 유럽형 모델과 같은 엔진 출력을 지니고 출시되었다. 최근 모델은 333마력(248kW;338PS)을 발생시켰는데, 이는 다운파이프의 추가적인 촉매 변환기 장착으로 인해 독일 내수형 모델에 비해 5마력 떨어진 수치이다.
E46 M3은 개그맨 정종철의 애마로도 알려져 있다. 대한민국에서는 E46 M3부터 정식수입 하기 시작했으며 공인연비 8.5km/L을 기록했다.

### 성능
E46 M3의 자연흡기 S54 엔진은 리터당 100마력 이상의 파워를 발생시킨다.
유럽형 모델
- 최대출력: 338마력(252kW;343PS) / 7,900 rpm
- 최대토크: 365Nm(269 lb·ft) / 4,900 rpm
- 0-100 km/h (62 mph) — 4.9초(수동), 4.6초(SMG) [쿠페], 5.1초(SMG) [카브리올레]
- 1/4 마일(400m) — 13.3초 @ 104 mph (167.4 km/h)
- 최고속력: 298 km/h(198mph)
- 스키드 패드: 0.89g[6]

미국형 모델
- 최대출력: 333마력(248kW;338PS) / 7,900 rpm
- 최대토크: 355Nm(262 lb·ft) / 4,900 rpm
- 0-60 마일 — 4.5/4.8초 (신차/6400km 주행, 6-speed Manual)[car & driver 3/03(US)], 5.0/4.8 Seconds (SMG 자동/SMG 수동)[car & driver 7/02(US)]
- 1/4 마일(400m) — 13.3초 @ 104 mph (167 km/h)[7]
- 최고속력: 249km/h(155 mph)(전자제어)[8]
- 최고속력(전자제어 해제): 298km/h(185 mph)(계기판 표시) / 283km/h(176 mph)(실제속력)[7]
- 스키드 패드: 0.89g[6]

카브리올레/컨버터블 1/4마일: 쿠페 1/4마일의 ± 0.5초 오차범위

### 스페셜 모델
E46 M3는 각기 다른 세가지 모델이 생산되었는데, M3(옵션에 따라 스포츠, 윈터, 컴페티션 패키지로 나뉨), M3 CSL, 그리고 한정판인 M3 GTR V8이 그것들이다.

#### M3 GTR
E46 M3 GTR은 2001년 2월에 발표되었다. 4,000cc V8엔진을 기본으로 하며, 레이싱 버전은 444마력(331 kW; 450 PS), 그리고 일반 도로용은 380마력(283 kW; 385 PS)을 생성시켰다. 포르쉐 996 GT3에 비해 성능이 떨어지던 직렬 6기통 버전 M3와는 달리, 슈니처 모터스포츠(Schnitzer Motorsport)에서 손을 본 M3 GTR은 아메리칸 르망 시리즈(American Le Mans Series;ALMS)에서 성공을 거두었다. 하지만 M3 GTR이 처음 나왔을때, 포르쉐와 같은 경쟁사들은 이 M3 GTR의 일반도로용 V8 엔진이 없음을 지적하며, 이것은 그란 투리스모(Gran Turismo)의 정신에 어긋나는 것이라고 주장했다. 2001년, ALMS는 공공도로용 차량이 두 개의 대륙에서 규정이 발의된 지 12개월 이내로 판매되어야 한다고 정하였다. 이 규정을 이행하기 위해, BMW는 2001년 ALMS 시즌 이후 10대의 일반도로용 M3 GTR를 250,000유로(약 4억 5천만원;유로 1,800원 기준)에 한정판매하였다.
이 일로 인해, ALMS는 2002년 규정을 변경하여, 페널티를 면하기 위해서는 각 제조사는 100대의 차량과 1000기의 엔진을 생산해야 한다고 정하였다. BMW는 이 규정을 위반하지 않으면서 M3 GTR V8을 출전시킬 수 있었으나, 결국 BMW는 ALMS에서 철수하기로 결정하였고 M3 GTR의 출전 역시 끝을 맺게 되었다.
2003년, 뉘르부르크링(Nürburgring) 24시간 내구 레이스에 슈니처 모터스포츠에서 나온 두대의 M3 GTR이 출전하였고, 2004년과 2005년 각각 1,2위를 차지하였다.
최근에는 셰이드(Scheid), 게트락(Getrag)을 비롯한 일반 팀들이 4,000cc V8엔진을 E46 차체에 장착시켜 뉘르부르크링 내구 레이스에 출전하였으며, 과거 몇 년간 우승을 차지한 바 있다.
2005년, 니드 포 스피드: 모스트 원티드의 주인공 차량으로 등장한다.

#### M3 CSL
BMW는 2003년 6월부터 12월 사이에 1,400대 미만의 M3 CSL(E46)을 한정 생산했다. Coupe Sport Lightweight의 약자인 CSL은 상당한 무게감량과 더불어 360마력에 달하는 출력을 가지게 되었고, 더 커진 안티 롤바(anti-roll bars)와 더 단단한 스프링, 그리고 세미슬릭 레이싱 타이어(미쉐린 파일럿 스포트 컵스)를 통해 일반 M3보다 더 날카로운 핸들링을 지니게 되었다. CSL은 새로운 휠 디자인, 범퍼에 내장된 리어 스포일러, 그리고 앞 범퍼 왼쪽의 커다란 공기 흡입구를 통해 일반 M3와 외적인 차별화를 꾀했다. 또한 카본 파이버(carbon-fiber)루프, SMC(Sheet Molding Compound;흠집과 손상에 강한 특수고무와 부식 방지용 첨단복합 소재)로 만들어진 트렁크, 더 가벼워진 배기 매니폴드, 더 얇아진 뒷 유리창, 카본 파이버로 만들어진 앞범퍼와 리어 디퓨저(rear diffuser), 달라진 내부 도어 패널과 콘솔, 그리고 경량화된 레이싱 시트를 통해 추가 경량을 했으며, 소음 차단재와 사이드 에어백이 삭제되었다. CSL의 엔진 역시 일반 M3와 다른 캠샤프트, 카본파이버 흡기 매니폴드와 알파-엔(Alpha-N)엔진 매니지먼트를 통해 차별화되었다. CSL은 일반 M3에서는 기본 옵션이었던 에어컨과 라디오 역시 삭제되었지만, 구매자의 요청에 따라 옵션으로 추가 장착할 수 있다. 또한 SMG II 기어박스가 기본옵션으로 장착된다.
미 교통국(DOT)과 환경청(EPA)의 요구조건 충족의 어려움과 비용으로 인하여, M3 CSL은 미국 시장에는 수출되지 않았다. 하지만 이후에 CSL의 몇가지 부품이 일반 M3에 장착되어 컴페티션 패키지(Competition Package) 옵션으로 출시되었다.
CSL이 페라리 360의 반값으로 동등한 성능을 즐길 수 있다는 장점이 있었지만, 이 M3는 일반 모델에 비해서 상당히 고가이고, 과도하게 레이싱 중심으로 제작되었다는 단점을 제기하는 사람들도 있다. CSL의 공격적인 무게배분이 "데일리 카"로 잘 알려진 M3의 의미를 반감시킨다는 것이었다. 또 다른 이들은 수동 변속기의 부재를 단점으로 꼽기도 한다. SMG 기어박스의 만족감이 통상적인 수동변속의 느낌보다 떨어진다는 이유에서이다.
또한 AC 슈니처와 같은 애프터마켓 튜너들은 최근에 일반 M3를 변형하여 더 낮은 가격으로 CSL와 동등한 성능을 즐길 수 있도록 하고있다.

#### M3 컴페티션 패키지(Competition Package)
미국과 유럽 본토에서는 M3 컴페티션 패키지로 이름 붙여졌지만, 영국에서는 M3 CS(Club Sport)로 불리기도 한다.
M3 CSL이 미국으로 수출된적이 없었기 때문에, BMW는 2005년 모델부터 컴페티션 패키지라고 불리는 옵션을 미국에 발표했다. 또한 이 옵션은 유럽에도 동시에 발매되었고, 영국에서는 CS(Club Sport)라는 이름으로 발매되었다.
이 옵션에는 M3 CSL에서 따온 여러 가지 옵션들이 포함되었다:
- 19인치 BBS 알로이 휠
- 더 단단해진 스프링
- 달라진 스티어링 비(14.5:1 / 일반 M3 15.4:1)
- M-Track 버튼이 장착된 CSL의 스티어링 휠 (크루즈 컨트롤과 라디오/전화 통합 컨트롤 삭제)
- 타공 브레이크 로터; 또한 앞 로터가 12.6인치에서 13.6인치로 커지고, 캘리퍼가 검정으로 도색되었다.
- 알칸타라 가죽 스티어링 휠, 기어 레버, 그리고 핸드 브레이크
- 새로운 외부 색상 옵션으로 인터라고스 블루 색상(Interlagos Blue) 추가
- 새로운 알루미늄 내장 트림

## E90/92/93 M3/M3 DTM2011~

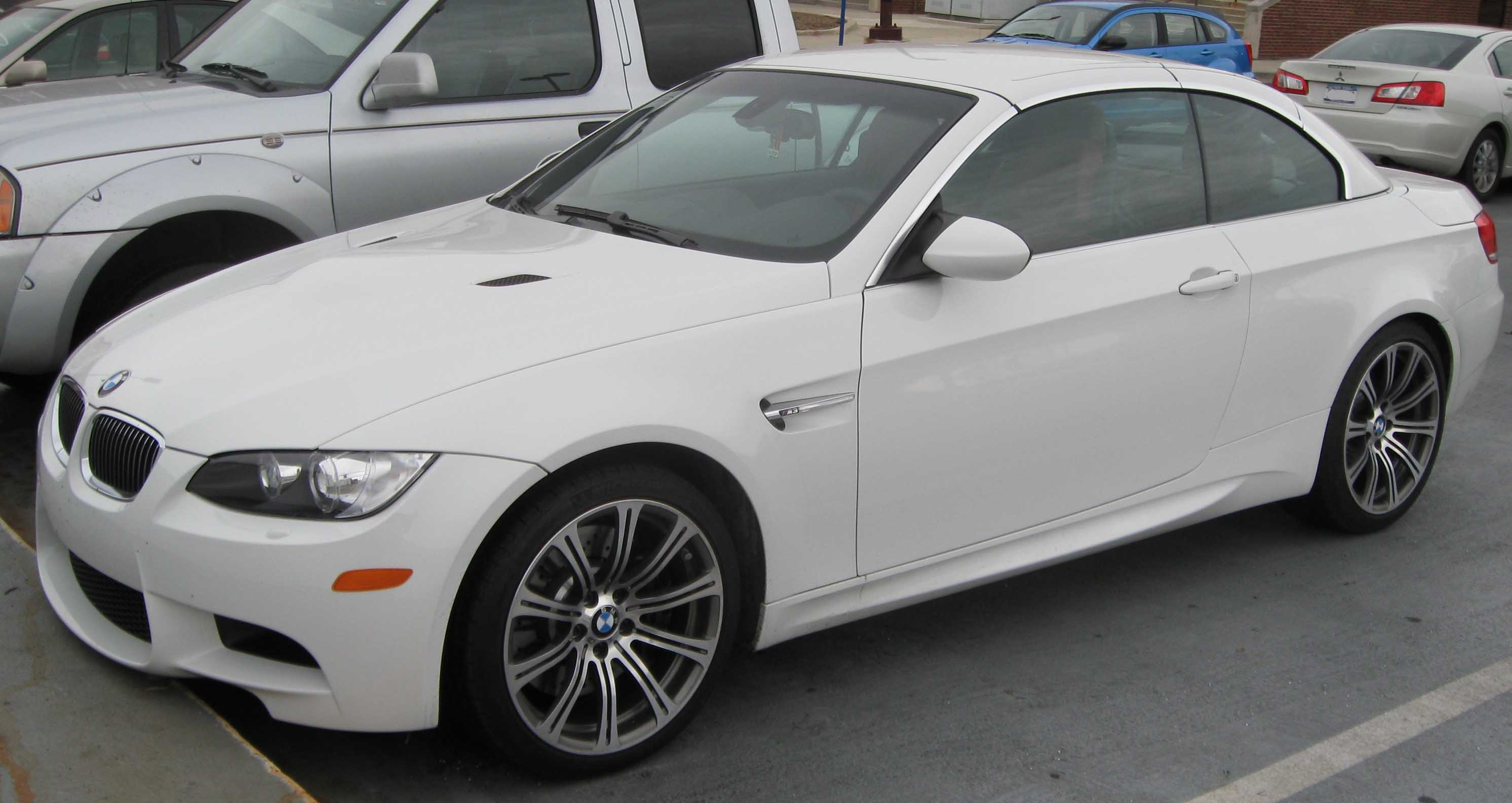
2009 BMW M3 컨버터블(북미버전)

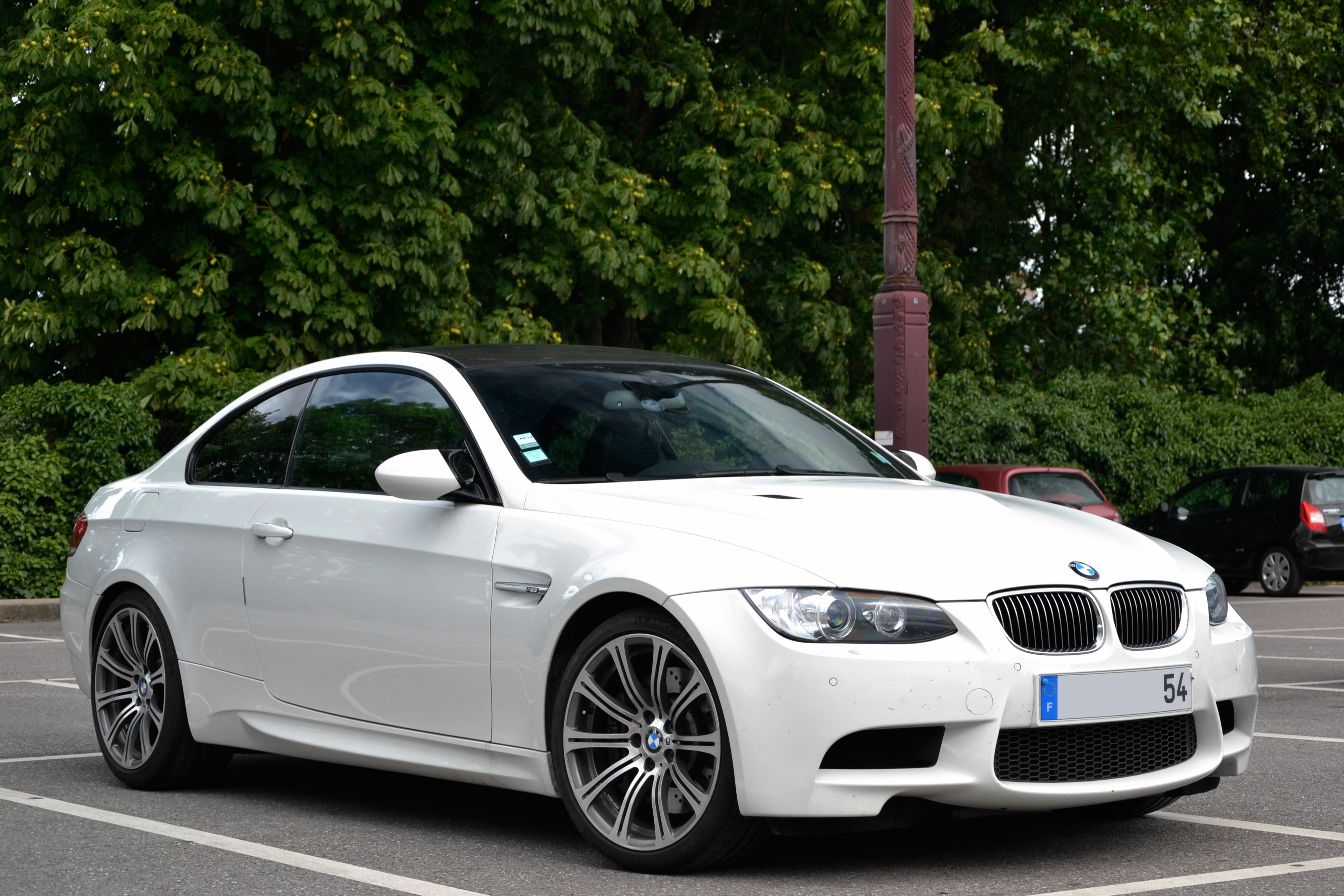
2009 BMW M3 쿠페(유럽버전)

4세대 BMW M3(코드네임 E90/92/93)는 2007년 제네바 오토쇼(스위스, 2007년 3월 6일~18일)에서 'BMW M3 컨셉트'라는 명칭으로 공개되었다. E46 M3 컨셉트와 E60 M5 컨셉트의 경우와 마찬가지로 4세대 M3 컨셉트는 양산형과 큰 차이를 보이지 않았고, 양산형 4세대 M3는 2007년 프랑크푸르트 모터쇼(독일, 2007년 9월 13일~23일)에서 세계 최초로 공개되었다.
4세대 M3의 공개와 동시에 새로운 엔진(BMW S65)도 함께 공개되었다. 이 S65B40 엔진은 자연흡기 및 고회전의 4.0리터 V8 엔진은 E60/E61 M5와 E63/64 M6에서 사용된 S85B50 507마력 5.0리터 V10 엔진을 기반으로 만들어졌으며, 최대 414마력(309kW; 420PS)를 8,400rpm에서 생성시키며, 최대토크는 3,900rpm에서 400Nm를 발생시킨다. 이 엔진은 종전 E46 M3의 직렬 6기통 3.2리터 엔진에 비해 22%가량의 출력 상승을 이뤄냈으며, 202kg이었던 6기통 엔진 무게에 비해 15kg(33lbs)의 무게가 감소하였다. 6단 수동변속기가 기본으로 탑재되며, 2008년 4월부터는 새로운 M-DKG(Doppel-Kupplungs-Getriebe) 또는 M-DCT(Dual Clutch Transmission)라고 불리는 듀얼클러치 자동변속기를 옵션으로 선택할 수 있다. 이 듀얼 클러치 자동변속기는 수동변속기에 비해 변속 시간이 0.1초 미만으로 줄어들었으며, 0-100km 가속을 0.2초 단축시킨다. 또한 E36과 E46의 SMG 기어박스처럼 수동과 자동변속 모드를 지원한다. 또한 E92 M3 쿠페는 E46 M3 CSL에 탑재되었던 카본 파이퍼 루프를 옵션으로 탑재하여 무게 경감을 하고자 하였다.
4세대 M3는 E46 M3에 없던 세단형 버전을 다시금 개발하였으나, 대한민국에는 세단형이 들어오지 않았다. 컨버터블 모델은 최후기인 2013년에 들어왔다. E90형 3 시리즈를 기반으로 제작되었으며, 헤드램프를 포함한 앞부분을 M3 쿠페와 공유한다. E92 M3 쿠페에 장착되는 카본파이버 루프는 지원되지 않는다. 2009년 3 시리즈의 앞, 뒷범퍼, 그리고 LED 리어램프의 부분변경으로 E90 M3 세단역시 같은 부분이 변경되었다. 코드네임 E93인 M3 컨버터블은 쿠페 출시 직후 발표되었다.
많은 자동차 애호가들 사이에서 경량화 버전인 CSL이 새롭게 출시될지 여부가 오랜 논쟁거리였는데, 새로운 M3 CSL로 추정되는 차량들이 이미 최근 독일 뉘르부르크링(Nürburgring) 트랙의 노드슈라이페(Nordschleife;뉘르부르크링 북쪽)에서 포착되었다.
2013년 7월에 세단형과 쿠페가 단종되었다
2011

### 성능
- 0-60마일: 쿠페 4.8초(M-DCT 4.6초) /세단 4.9초(4.7초) /컨버터블 5.3초(5.1초)(제조사 발표)
- 1/4마일: 12.7초 (쿠페 M-DCT)
- 최고시속: 전자제어 250km/h
- 스키드 패드: 0.98 g
- 슬라럼: 114.9km/h

## F80 M3
5세대 M3.

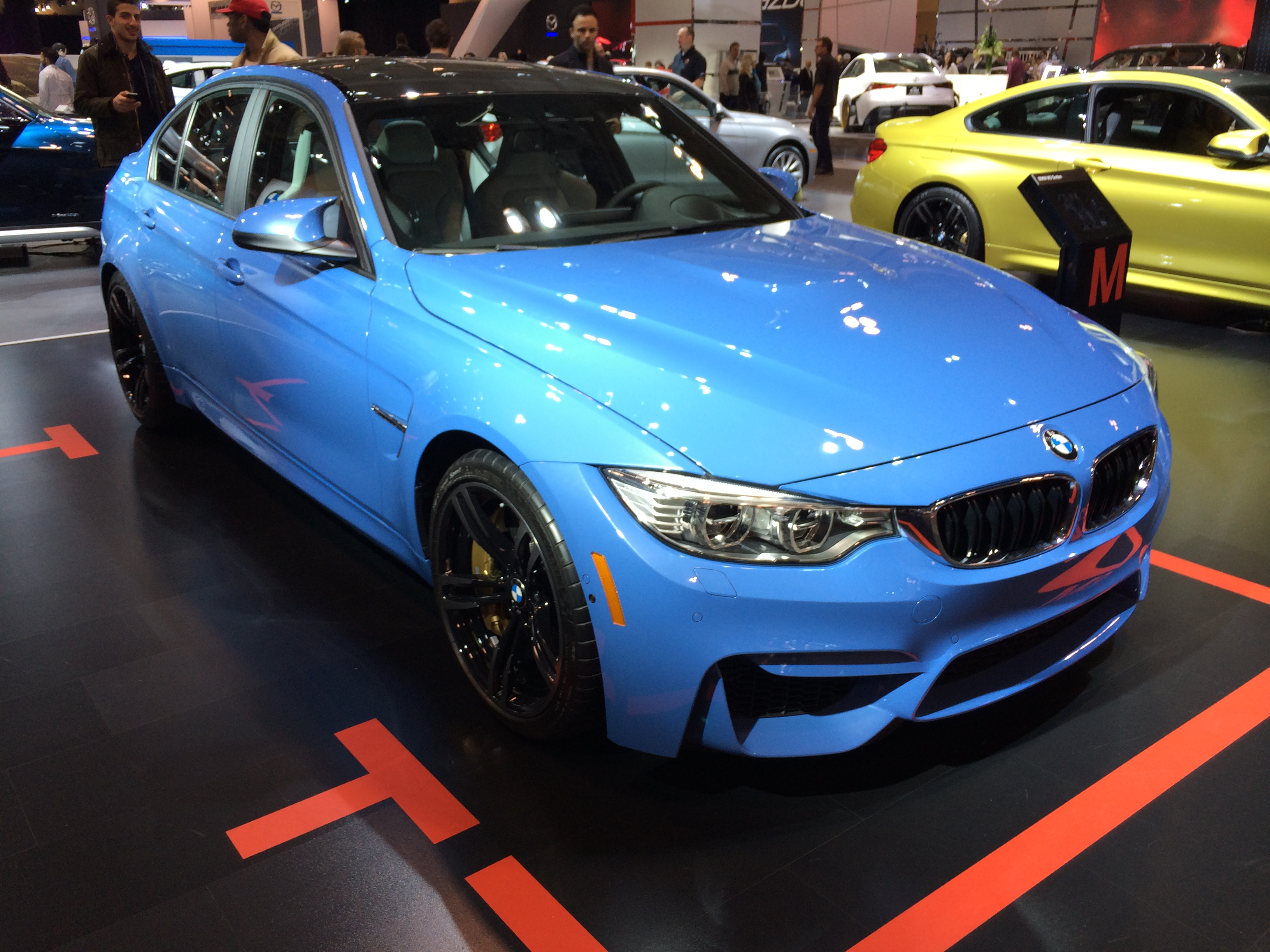
BMW M3(F80) 세단

코드네임은 F80으로 2013년 12월에 발표되었다.
F30 3시리즈 세단이 베이스로, BMW의 모델 체계 분리에 따라 M3는 앞으로 오로지 세단 모델만 출시한다.
기존 M3를 상징하던 쿠페 모델은 F32 4시리즈 쿠페가 출시됨에 따라 별도로 F82 M4 쿠페로 출시된다. 대세에 맞춰 다운사이징한 직렬 6 기통 3.0리터 트윈터보 엔진(S55B30A)을 적용했으며 7단 M-DCT 듀얼클러치 미션과 조합된다.
M3의 디자인 아이덴티티를 유지하기 위하여 보닛에 엔진부근이 불룩 솟아있으며탄소섬유 재질의 루프를 지속적으로 적용하고 있다.
엔진은 이전보다 배기량/밸브 숫자가 줄어들었음에도 마력/토크/연비는 상당히 향상되어서 실제로 성능은 더욱 강력해졌다.

### 성능
- 0-60마일: 세단 4.1초 (제조사 발표)
- 1/4마일: 12.7초 (쿠페 M-DCT)
- 출력 : 420hp
- 최고시속: 전자제어 250km/h
- 스키드 패드: 0.98 g
- 슬라럼: 114.9km/h

## G80/G81 M3
2020년에 공개되었다. 투어링 모델은 국내에 미출시된다. M3 일반 모델 하고 CS 모델이 국내 배기인증 되었다..